# Erasmus von Jakimow
Erasmus von Jakimow, auch Jakimov (* 15. März 1918 in Skopin bei Moskau, Russland; † 17. November 1944 bei Apatin, Jugoslawien) war ein deutscher Maler und Autor.

## Leben
Er war der Sohn der Malerin Annemarie von Jakimow-Kruse (1889–1977) und des in Deutschland lebenden russischen Malers und Bildhauers Igor von Jakimow (1885–1962). Jakimow besuchte das Kaiserin-Friedrich-Gymnasium in Bad Homburg.
Er starb im Alter von 26 Jahren als Soldat im Zweiten Weltkrieg – wie auch sein Bruder Igor. Sein Nachlass ist im Deutschen Kunstarchiv archiviert.

## Ausstellungen
- Mai 1951: Ausstellung in Hamburg
- 1956: Erasmus von Jakimov. Aquarelle und Zeichnungen, Märkisches Museum (Witten)
- 1958: Ausstellung in der Galerie Grewenig|Nissen, Heidelberg
- 1960: Gedächtnisausstellung für Erasmus von Jakimow, Bücherhalle Altona
- 1961: Romantiker-Zeichnungen, Kunsthalle Darmstadt
- Juli 1961: Aquarelle und Zeichnungen von Erasmus von Jakimow, Städtisches Museum Göttingen